# Cisteina diossigenasi
La cisteina diossigenasi (CDO) è un enzima appartenente alla classe delle ossidoreduttasi, che catalizza la conversione della L-cisteina in acido cistein-solfonico incorporando ossigeno.
L'enzima richiede come cofattori Fe2+ e NAD(P)H.

schema di reazione che illustra la formazione di acido cistein-solfonico a partire da cisteina per aggiunta di ossigeno